# Maiden Voyage
| 전문가 평가                         | 전문가 평가 |
| 평가 점수                           | 평가 점수   |
| 출처                                | 점수        |
| ----------------------------------- | ----------- |
| AllMusic                            | [ 1 ]       |
| Penguin Guide to Jazz               | 👑          |
| The Rolling Stone Jazz Record Guide | [ 3 ]       |

《Maiden Voyage》는 미국의 재즈 음악가 허비 행콕의 다섯 번째 스튜디오 음반이며, 1965년 3월 17일, 블루 노트 레코드에서 루디 반 겔더가 녹음했다. BLP 4195와 BST 84195로 발행되었고, 해양 분위기를 조성하기 위한 콘셉트 음반이다. 많은 트랙 타이틀은 해양 생물학이나 바다를 가리키고, 음악가들은 우주의 사용을 통해 이 개념을 발전시킨다. 이 음반은 1999년 그래미 명예의 전당 상과 함께 수여되었다.

## 배경
피쳐링한 음악가들 (조지 콜먼, 론 카터, 토니 윌리엄스, 행콕 본인)은 트럼펫 연주자 프레디 허버드를 제외하고 모두 마일스 데이비스 퀸텟 멤버였다.
밥 블루멘탈의 1999년 라이너 노트에 따르면, "블루 노트 로그는 6일 전에 〈Maiden Voyage〉, 〈Little One,〉 〈Dolphin Dance〉를 녹음하려고 시도했다는 것을 나타내며, 허버드는 코넷에, 스튜 마틴은 윌리엄스를 대신했다. 그 당시 거절당했고 그 후 몇 년 동안 사라졌다." 다른 버전의 〈Little One〉은 1965년에 발매된 음반 《E.S.P.》를 위해 마일스 데이비스와 그의 퀸텟(당시 콜먼 대신 웨인 쇼터 포함)에 의해 녹음되었다.
행콕은 〈Dolphin Dance〉의 영감의 원천으로 카운트 베이시의 〈Shiny Stockings〉을 인용한다.

## 곡 목록
모든 곡들은 허비 행콕에 의해 작곡하였다.
| #  | 제목                         | 재생 시간 |
| -- | ---------------------------- | --------- |
| 1. | 〈Maiden Voyage〉            | 7:53      |
| 2. | 〈The Eye of the Hurricane〉 | 5:57      |
| 3. | 〈Little One〉               | 8:43      |
| 4. | 〈Survival of the Fittest〉  | 9:59      |
| 5. | 〈Dolphin Dance〉            | 9:16      |